# Hans Larive
Etienne Henri "Hans" Larive (23 de septiembre de 1915 – 28 de diciembre de 1984) fue un oficial de la Armada Real de los Países Bajos durante la Segunda Guerra Mundial. Escapó del campo de prisioneros de guerra Oflag IV-C en el Castillo de Colditz en 1941, y pasó el resto de la guerra en Inglaterra sirviendo a bordo de lanchas torpederas. Posteriormente escribió sus memorias Vannacht varen de Hollanders (1950), traducidas al inglés como The Man Who Came in From Colditz (1975) – un guiño a la exitosa novela The Spy Who Came in from the Cold (El espía que surgió del frío).

## Primeros años
Larive nació el 23 de septiembre de 1915 en Singapur. Ingresó en la Real Escuela Naval de los Países Bajos (KIM) en 1934, graduándose en 1937, siendo nombrado Luitenant ter Zee (3de klasse) el 13 de agosto de ese año y ascendido a Luitenant ter Zee (2de klasse) el 13 de agosto de 1939.

## Segunda Guerra Mundial
En mayo de 1940, pocos días antes de que Alemania atacase los Países Bajos, volvió de su período de servicio en las Indias Orientales Neerlandesas como Oficial de Navegación a bordo del destructor de clase Admiralen HNLMS Van Galen. El 10 de mayo de 1940 comienza la invasión alemana, y el Van Galen es enviado a atacar a los paracaidistas alemanes alrededor de Rotterdam y el aeropuerto de Waalhaven. El buque tuvo que introducirse en el estrecho Nieuwe Waterweg, donde fue atacado y hundido por bombarderos Stuka.

### La ruta Singen
Tras la capitulación de los Países Bajos, los alemanes pidieron a todos los oficiales neerlandeses su palabra de honor de no participar en ninguna actividad hostil contra ellos. Unos 60 oficiales, incluyendo a Larive, y un marinero, se negaron, y fueron enviados a campos alemanes para prisioneros de guerra. El primero fue Oflag VI-A en Soest, Alemania, donde Larive intentó su primera fuga en octubre de 1940. Este intento le llevó cerca de Singen, junto a la frontera suiza, donde fue arrestado. Convencido de que Alemania pronto ganaría la guerra, el oficial de la Gestapo que le interrogaba le mostró de manera arrogante cómo podía haber cruzado la frontera con Suiza sin problemas. Larive pasó posteriormente esta valiosa información, y muchos prisioneros neerlandeses y británicos usaron la ruta Singen para entrar en Suiza. Tras este intento, todos los prisioneros de guerra de Países Bajos fueron llevados a Oflag VIII-C cerca de Juliusburg, pero tras otra fuga exitosa de dos oficiales, fueron trasladados de nuevo en julio de 1941 al campo de máxima seguridad (Sonderlager) Oflag IV-C en Colditz.

### La fuga de Colditz
En Colditz, todos los intentos de fuga neerlandeses eran coordinados por el oficial de fugas, capitán Machiel van den Heuvel, conocido entre los británicos como Vandy. Van den Heuvel rápidamente reconoció las posibilidades del parque de ejercicios, y pronto tuvo listo su primer plan de fuga. El 15 de agosto de 1941 Larive y el teniente Francis Steinmetz se ocultaron en un agujero bajo una tapa aprovechando una melé de rugby. El teniente Gerrit Dames creó entonces una distracción haciendo un agujero en la alambrada, antes de dejarse capturar y gritar a unos fugitivos imaginarios que corrieran, de forma que los alemanes pensasen que los oficiales que faltaban ya habían escapado.
Larive y Steinmetz se ocultaron varias horas. La tapa estaba sujeta por un pesado tornillo, que Van den Heuvel había sustituido por uno falso hecho de cristal. Una vez oscureció, los dos hombres abrieron la tapa desde abajo, y sustituyeron el tornillo de cristal, ahora roto, por el original, saliendo del castillo a continuación (este método fue repetido el 20 de septiembre de 1941 por otros dos oficiales neerlandeses, Conrad Giebel y Oscar Ludwig Drijber.). En Leisnig, Larive y Steinmetz tomaron un tren a Nuremberg donde esperaron por su próximo tren en un parque cercano. Para evitar atraer atención innecesaria, fingieron ser una pareja de novios, con Steinmetz llevando una manta sobre su pantalón corto de forma que pareciese una falda. Cruzaron la frontera suiza el 18 de agosto de 1941.
Debido a la ley de neutralidad suiza no se les permitía abandonar el país, así que la legación de Países Bajos les proporcionó documentación falsa describiéndolos como recolectores de azúcar de camino a Cuba. Viajaron en un tren sellado en el que neutrales podían atravesar Francia para llegar a España. En Barcelona, embarcaron en el Isla de Tenerife, un barco neutral, con destino La Habana. El barco fue interceptado por un cutter de la Marina Real Británica en el Estrecho de Gibraltar, y los dos hombres fueron desembarcados en Gibraltar el 4 de noviembre. De allí partieron hacia Inglaterra a bordo del submarino HNLMS O 21, llegando a Londres el 17 de diciembre de 1941.

### Comandante de lancha torpedera
En marzo de 1942, Larive fue nombrado comandante de la lancha torpedera neerlandesa MTB 203, parte de la 9ª flotilla anglo-neerlandesa de lanchas torpederas. Posteriormente, la 9ª flotilla pasó a ser completamente neerlandesa, y estuvo bajo el mando de Larive desde octubre de 1942 hasta octubre de 1943, momento en que ascendió a Oficial Senior de todas las lanchas torpederas neerlandesas (comandando la 2ª y 9ª flotillas) hasta el 16 de septiembre de 1944, con el rango en funciones de Luitenant ter Zee 1ste klasse. El servicio de torpederas neerlandés fue desmantelado el 5 de septiembre de 1944, siendo su personal reasignado a partidas portuarias, que operaban en áreas liberadas de Países Bajos. Larive pasó entonces a liderar la agencia de prensa naval neerlandesa MARVO (Marine Voorlichting Dienst), puesto que mantendría hasta dejar la armada el 1 de julio de 1946.

### Posguerra
Larive trabajó para la Royal Dutch Shell desde el 1 de septiembre de 1946. Entre diciembre de 1951 y mayo de 1954 ejerció de director adjunto de N.V. Curaçaose Scheepvaart Maatschappij (Compañía Naviera de Curaçao), una subsidiaria de Shell.
En 1950, publicó sus memorias de guerra tituladas Vannacht varen de Hollanders («Los holandeses navegan esta noche»), publicadas posteriormente en inglés como The Man Who Came in From Colditz. Falleció en La Haya el 28 de diciembre de 1984.